# روج دو لواست

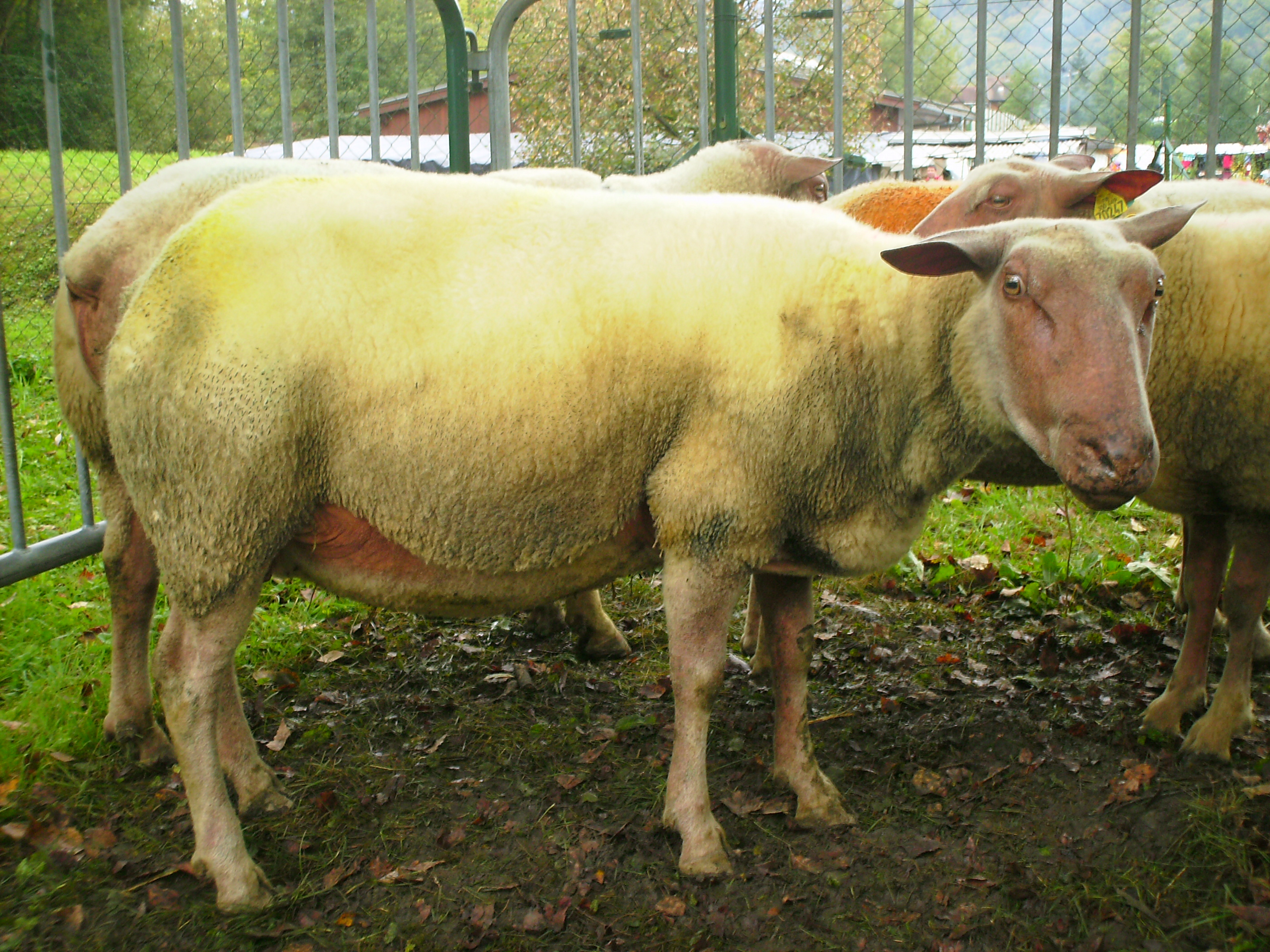
نعجة من سلالة أحمر الغرب

روج دو لواست (بالفرنسية: Rouge de l'Ouest، تترجم حرفيًّا: "أحمر الغرب") هي سلالة غنم فرنسية. أما تسميتها بالحمراء فراجع اٍلى لون وجهها وأطرافها الأحمر، تم تطوير السلالة باٍقليم ماين ولوار الفرنسي من خلال مصالبة السلالات المحلية المتأقلمة وسلالتي وينسليدل وليسيستر أزرق الواجهة. تأسس السجل الفرنسي في 1968،  والاٍنجليزي عام 1986.

## وصلات خارجية
- جمعية الأحمر الاٍنجليزية بالاٍنجليزية